# Flota del Área Nordeste
La Flota del Área Nordeste (北東方面艦隊 Hokutō Hōmen Kantai?) fue una flota de la Armada Imperial Japonesa que sirvió en la Segunda Guerra Mundial.

## Historia
La Flota del Área Nordeste fue un comando operativo de la Armada Imperial Japonesa establecida el 5 de agosto de 1943 para coordinar las fuerzas navales, aéreas y terrestres para la defensa del norte de Japón. Dentro de esta flota se encontraban la 5.ª Flota, junto con la 12.ª Flota Aérea y elementos terrestres.
Finalmente la flota fue disuelta el 5 de diciembre de 1944, debido a que los Estados Unidos no tenían intención de utilizar los accesos septentrionales de Japón como ruta de invasión. Con motivo de ello sus fuerzas fueron reasignadas a otros teatros de la guerra.

## Historial
| Fecha                  | Unidad          | Flotas y/o unidades                                                                              |
| ---------------------- | --------------- | ------------------------------------------------------------------------------------------------ |
| 5 de agosto de 1943    | Flota Combinada | - 5.ª Flota - 12.ª Flota Aérea                                                                   |
| 1 de abril de 1944     | Flota Combinada | - 5.ª Flota - 12.ª Flota Aérea - 22.ª División de Cruceros - Fuerza de Base del Área de Chishima |
| 15 de agosto de 1944   | Flota Combinada | - 5.ª Flota - 12.ª Flota Aérea - Fuerza de Base del Área de Chishima                             |
| 5 de diciembre de 1944 | Disuelta.       | Disuelta.                                                                                        |

## Comandantes de la flota
Comandante en Jefe
| N.º | Nombre            | Imagen | Rango         | Fecha                    | Fecha                    |
| N.º | Nombre            | Imagen | Rango         | Comienzo                 | Final                    |
| --- | ----------------- | ------ | ------------- | ------------------------ | ------------------------ |
| 1   | Michitarō Totsuka |        | Vicealmirante | 5 de agosto de 1943      | 15 de septiembre de 1944 |
| 2   | Eiji Gotō         |        | Vicealmirante | 15 de septiembre de 1944 | 5 de diciembre de 1944   |

Jefe de Estado Mayor
| N.º | Nombre             | Imagen | Rango           | Fecha               | Fecha                  |
| N.º | Nombre             | Imagen | Rango           | Comienzo            | Final                  |
| --- | ------------------ | ------ | --------------- | ------------------- | ---------------------- |
| 1   | Yoshiyuki Ichimiya |        | Contraalmirante | 5 de agosto de 1943 | 5 de diciembre de 1944 |